# Beech (Royaume-Uni)
Pour les articles homonymes, voir Beech.
Beech est une paroisse civile et un village du Hampshire, en Angleterre.